# Józef Skąpski (senior)
Józef Skąpski (ur. 15 marca 1868 w Żabnie, zm. 29 maja 1950 w Krakowie) – polski prawnik, syndyk Polskiej Akademii Umiejętności w latach 1917–1950, adwokat. Ojciec profesora Józefa Skąpskiego.

## Życiorys
Ukończył studia prawnicze uzyskując w 1893 tytuł doktora prawa na Uniwersytecie Jagiellońskim. Od 1900 prowadził kancelarię adwokacką, doradca i pełnomocnik między innymi Vlastimila Hoffmana, Jacka Malczewskiego, Henryka Sienkiewicza i Eugeniusza Romera. Wraz z Adamem Chmielem i Wilhelmem Feldmanem był wykonawcą testamentu i opiekunem dzieci Stanisława Wyspiańskiego. W latach 1919–1938 był członkiem Komisji Kodyfikacyjnej RP. Przed wyborami do Rady Miasta Krakowa z 1938 został wiceprezesem Prezydium Polskiego Bloku Katolickiego. W czasie okupacji był członkiem Obywatelskiego Komitetu Pomocy powołanego przez kardynała Adama Stefana Sapiehę. Od 1945 był wiceprezesem Towarzystwa Prawniczego w Krakowie. Opublikował między innymi Zasady postępowania układowego (wyd. 1934). Pochowany został na cmentarzu Rakowickim (kwatera LXXXIII, rząd 4).